# Galbatő
Galbatő (1899-ig Gaboltó, szlovákul: Gaboltov) község Szlovákiában, az Eperjesi kerület Bártfai járásában.

## Fekvése
Bártfától 14 km-re északnyugatra, a Tapoly felső folyása felett, a lengyel határ mellett fekszik.

## Története
A legenda szerint Szent Adalbert püspök – útban Lengyelország felé – az itteni kút mellett pihent meg. A középkorban előbb kápolnát, majd a jeruzsálemi Szent Kereszt Lovagrend kolostort épített ide. Ők alapították a községet is.
A település a 11-12. században népesült be, első írásos említése 1247-ből származik abban a levélben, melyet IV. Béla király a bártfai cisztercitáknak írt. Ebben már említést tesz a gabaltőn működő lovagrendről, melynek itteni birtoka 1212 előtt létesült. A rend kolostora a Busova-hegy déli lábánál volt és abban az időben ez volt a környék vallási központja. A középkorban itt vezetett át a Lengyelországba menő fő útvonal és a faluban vámszedőhely is működött. Erről Nagy Lajos király 1355-ben kiállított oklevele is említést tesz. 1370 körül felépült a falu gótikus temploma is.
A 18. század végén Vályi András így ír róla: „GABOLTÓ. Tót mező Város Sáros Vármegyében, földes Ura Gróf Aspermont Uraság lakosai katolikusok, fekszik Bártfától más fél mértföldnyire. Határja közép termékenységű, rétje, legelője jó, fája tűzre, és épűletre van, savanyú vize bőven, mivel három kútfők is vagynak határjában, második Osztálybéli.”
Fényes Elek 1851-ben kiadott geográfiai szótárában így ír a faluról: „Gáboltó, tót mváros Sáros vmegyében, Bártfához nyugat-éjszakra 1 1/2 mfld: 882 romai, 34 görög kath., 11 zsidó lak. Kath. paroch. templom. Határa hegyes, kősziklás; erdejében legelője elég; savanyuviz-forrása több van. F. u. gr. Erdődy György.”
A trianoni diktátum előtt Sáros vármegye Bártfai járásához tartozott.

## Népessége
| Év:            | 1994. | 2004.    | 2014.   | 2024.   |
| -------------- | ----- | -------- | ------- | ------- |
| Emberek száma: | 465   | 520      | 510     | 528     |
| Eltérés:       |       | +11,82 % | -1,92 % | +3,52 % |

| Év:            | 2023. | 2024.   |
| -------------- | ----- | ------- |
| Emberek száma: | 523   | 528     |
| Eltérés:       |       | +0,95 % |

1910-ben 492, túlnyomórészt szlovák lakosa volt.
2001-ben 531 lakosából 513 szlovák volt.
2011-ben 509 lakosából 484 szlovák.

## Nevezetességei
- Római katolikus plébániatemploma 14. századi fatemplom, a 15. század óta kegyhely, a Skapulárés Szűz Mária képe van benne. A templomot 1715-ben barokk stílusban építették át.
- A Burov-dombon kis méretű vár maradványai láthatók.